# Hahnia michaelseni
Hahnia michaelseni es una especie de araña araneomorfa del género Hahnia, familia Hahniidae. Fue descrita científicamente por Simon en 1902.
Habita en Chile, Argentina e Islas Malvinas.